# ルーツ・サーチ 食心物体X
『ルーツ・サーチ 食心物体X』（ルーツ・サーチ しょくしんぶったいえっくす）は、1986年9月10日に日本コロムビアから発売されたOVA。全1話で、約45分。

## あらすじ
モイラたちの宇宙船にグリーンプラネットという難破船が漂着する。グリーンプラネットの乗組員はエイリアンによって皆殺しにされており、生き残りであるバズが保護される。そのとき、モイラたちの宇宙船が謎の空間にとらわれる。そこへ、神の使いというエイリアンが現れ、乗組員たちの過去の罪を幻という形で見せつけていく。疑心暗鬼に陥った乗組員たちが殺し合う中、バズとモイラはエイリアンを倒すために宇宙船を爆破させようとする。自爆装置を起動させるところまではうまくいったが、グリーンプラネットに向かおうとしたバズがエイリアンにつかまってしまう。

## キャスト
- モイラ - 潘恵子
- バズ - 堀内賢雄
- スコット - 塩沢兼人
- マーカス所長 - 小林修
- ノーマン - 銀河万丈
- キャサリン - 室井滋
- レイモンド - 小林通孝
- サンダー - 田中秀幸
- 食心物体X - 屋良有作

## スタッフ
- 企画：ヒロメディア
- ゼネラルプロデューサー：芝崎寛政、宮下昌幸
- プロデューサー：庄司清
- コ・プロデューサー：髙山雅治
- 脚本・構成：島田満
- キャラクターデザイン・作画監督：小林早苗
- メカニックデザイン・モンスターデザイン：森木靖泰
- 美術監督：高尾義則
- 色彩設定：広川由利
- 絵コンテ：遠藤克己
- 色指定：別所英彦
- 仕上検査：石川芳子
- 音響監督：松浦典良
- 演出：根岸弘
- 演出助手：宇津木雅信
- 効果：伊藤克己
- 録音：大塚晴寿
- 録音助手：小原吉男
- 音響補佐：渡辺淳
- 録音スタジオ：整音スタジオ
- 音楽監督：三隅吾一
- 音楽：東海林修
- 撮影：東京アニメーションフィルム、和光プロダクション
- 動画チェック：松本明子
- 制作進行：森下浩明、水沢知、河野直樹、熊谷正道
- 協力：STUDIOルンルン、スタジオトムキャット、A.I.C、スタジオぴえろ、T.ニシムラ、アニメ工房、LAC、ポレール、スタジオライブ
- タイトルデザイン：マキ・プロ
- 編集：辺見俊夫、関一彦
- 現像：東京現像所
- 制作デスク：倉本斎
- 制作事務：金子幸子、鈴木菊江
- 制作協力：芦田豊雄
- 監修：湯山邦彦
- 監督：須貝尚
- 製作：日本コロムビア株式会社、株式会社ヒロメディア、プロダクションウエィブ
- エンディングイラストレーション・表紙イラストレーション：加藤直之

## 主題歌
「宇宙のラビリンス」
作詞：佐藤純子、作曲：ミッキー吉野、編曲：東海林修、唄：かおりくみこ
「STARDUST SLOPE」
スキャット：島田満

## 映像ソフト
- 『ルーツ・サーチ 食心物体X』 1986年9月10日発売 VHS:98C69-9295/LD:78C59-6163

## 関連商品
- 「ルーツ・サーチ 食心物体X オリジナル・サウンドトラック」 1986年9月10日発売 LP:CX-7285
- 「ルーツ・サーチ 食心物体X」 日本文芸社〈フィルム・コミックス〉、1986年10月発売 ISBN 4-537-03060-7